# 1. ŽNL Vukovarsko-srijemska 2008./09.

## Tablica
| Mj. | Klub                              | Sus. | Pob | Rem | Por | GR    | Bod        |
| --- | --------------------------------- | ---- | --- | --- | --- | ----- | ---------- |
| 1.  | NK Zrinski Tordinci               | 30   | 19  | 6   | 5   | 89:39 | 63         |
| 2.  | NK Mladost Antin                  | 30   | 16  | 8   | 6   | 60:33 | 56         |
| 3.  | NK Slavonac Gradište              | 30   | 14  | 7   | 9   | 57:45 | 49         |
| 4.  | NK Nosteria Nuštar                | 30   | 14  | 6   | 10  | 58:36 | 48         |
| 5.  | NK Mladost Privlaka               | 30   | 14  | 4   | 12  | 59:40 | 46         |
| 6.  | NK Jadran Gunja                   | 30   | 14  | 3   | 13  | 61:51 | 45         |
| 7.  | NK Vuteks-Sloga Vukovar           | 30   | 13  | 5   | 12  | 61:49 | 44         |
| 8.  | NK HAŠK Sokol Stari Jankovci      | 30   | 13  | 5   | 12  | 59:54 | 44         |
| 9.  | NK Hajduk Tovarnik                | 30   | 12  | 7   | 11  | 46:46 | 43         |
| 10. | NK Borac Retkovci                 | 30   | 14  | 0   | 16  | 58:58 | 42         |
| 11. | HNK Borovo Vukovar                | 30   | 12  | 6   | 12  | 56:78 | 42         |
| 12. | NK Bedem Ivankovo                 | 30   | 12  | 5   | 13  | 52:59 | 41         |
| 13. | NK Tomislav Cerna                 | 30   | 12  | 4   | 14  | 48:59 | 40         |
| 14. | NK Frankopan Rokovci-Andrijaševci | 30   | 9   | 6   | 15  | 40:66 | 33         |
| 15. | NK Zrinski Bošnjaci               | 30   | 9   | 4   | 17  | 44:65 | 31         |
| 16. | NK Slavonac Komletinci            | 30   | 4   | 2   | 24  | 29:99 | 13 (-1) ↓1 |

## Rezultati
| NK Vuteks-Sloga Vukovar – NK Bedem Ivankovo 6:1 HNK Borovo Vukovar – NK Borac Retkovci 2:1 NK Zrinski Tordinci – NK Slavonac Gradište 1:1 NK Tomislav Cerna – NK Slavonac Komletinci 2:0 NK Hajduk Tovarnik – NK HAŠK Sokol Stari Jankovci 1:1 NK Zrinski Bošnjaci – NK Mladost Privlaka 1:2 NK Mladost Antin – NK Jadran Gunja 5:0 NK Nosteria Nuštar – NK Frankopan Rokovci-Andrijaševci 8:1 | NK Bedem Ivankovo – HNK Borovo Vukovar 0:2 NK Mladost Privlaka– NK Vuteks-Sloga Vukovar 3:2 NK Slavonac Gradište – NK Frankopan Rokovci-Andrijaševci 3:1 NK Jadran Gunja – NK Nosteria Nuštar 3:1 NK Borac Retkovci – NK Mladost Antin 1:2 NK HAŠK Sokol Stari Jankovci – NK Zrinski Bošnjaci 3:1 NK Slavonac Komletinci – NK Hajduk Tovarnik 1:1 NK Zrinski Tordinci – NK Tomislav Cerna 5:1  | NK Vuteks-Sloga Vukovar – NK HAŠK Sokol Stari Jankovci 1:0 HNK Borovo Vukovar – NK Mladost Privlaka 2:1 NK Tomislav Cerna – NK Slavonac Gradište 2:3 NK Hajduk Tovarnik – NK Zrinski Tordinci 1:1 NK Zrinski Bošnjaci – NK Slavonac Komletinci 1:0 NK Mladost Antin – NK Bedem Ivankovo 2:0 NK Nosteria Nuštar – NK Borac Retkovci 3:0 NK Frankopan Rokovci-Andrijaševci – NK Jadran Gunja 2:1  |
| NK HAŠK Sokol Stari Jankovci – HNK Borovo Vukovar 4:0 NK Slavonac Komletinci – NK Vuteks-Sloga Vukovar 1:1 NK Slavonac Gradište – NK Jadran Gunja 3:4 NK Borac Retkovci – NK Frankopan Rokovci-Andrijaševci 1:0 NK Bedem Ivankovo – NK Nosteria Nuštar 2:4 NK Mladost Privlaka – NK Mladost Antin 0:2 NK Zrinski Tordinci – NK Zrinski Bošnjaci 4:2 NK Tomislav Cerna – NK Hajduk Tovarnik 2:2 | NK Vuteks-Sloga Vukovar – NK Zrinski Tordinci 0:0 HNK Borovo Vukovar – NK Slavonac Komletinci 4:2 NK Hajduk Tovarnik – NK Slavonac Gradište 1:1 NK Zrinski Bošnjaci – NK Tomislav Cerna 0:0 NK Mladost Antin – NK HAŠK Sokol Stari Jankovci 1:1 NK Nosteria Nuštar – NK Mladost Privlaka 0:0 NK Frankopan Rokovci-Andrijaševci – NK Bedem Ivankovo 3:2 NK Jadran Gunja – NK Borac Retkovci 3:1 | NK Zrinski Tordinci – HNK Borovo Vukovar 11:1 NK Tomislav Cerna – NK Vuteks-Sloga Vukovar 0:2 NK Slavonac Gradište – NK Borac Retkovci 1:0 NK Bedem Ivankovo – NK Jadran Gunja 2:1 NK Mladost Privlaka – NK Frankopan Rokovci-Andrijaševci 1:0 NK HAŠK Sokol Stari Jankovci – NK Nosteria Nuštar 1:1 NK Slavonac Komletinci – NK Mladost Antin 0:1 NK Hajduk Tovarnik – NK Zrinski Bošnjaci 3:1 |
| NK Vuteks-Sloga Vukovar – NK Hajduk Tovarnik 2:1 HNK Borovo Vukovar – NK Tomislav Cerna 5:0 NK Mladost Antin – NK Zrinski Tordinci 0:1 NK Nosteria Nuštar – NK Slavonac Komletinci 4:0 NK Borac Retkovci – NK Bedem Ivankovo 0:1 NK Zrinski Bošnjaci – NK Slavonac Gradište 2:1 NK Jadran Gunja – NK Mladost Privlaka 2:2 NK Frankopan Rokovci-Andrijaševci – NK HAŠK Sokol Stari Jankovci 1:0 | NK Slavonac Komletinci – NK Frankopan Rokovci-Andrijaševci 0:2 NK Hajduk Tovarnik – HNK Borovo Vukovar 3:1 NK Zrinski Bošnjaci – NK Vuteks-Sloga Vukovar 3:2 NK HAŠK Sokol Stari Jankovci – NK Jadran Gunja 2:1 NK Zrinski Tordinci – NK Nosteria Nuštar 2:0 NK Mladost Privlaka – NK Borac Retkovci 2:1 NK Slavonac Gradište – NK Bedem Ivankovo 2:1 NK Tomislav Cerna – NK Mladost Antin 1:2 | NK Vuteks-Sloga Vukovar – NK Slavonac Gradište4:0 HNK Borovo Vukovar – NK Zrinski Bošnjaci 3:3 NK Mladost Antin – NK Hajduk Tovarnik 2:1 NK Nosteria Nuštar – NK Tomislav Cerna 6:1 NK Bedem Ivankovo – NK Mladost Privlaka 1:0 NK Borac Retkovci – NK HAŠK Sokol Stari Jankovci 4:1 NK Jadran Gunja – NK Slavonac Komletinci 5:1 NK Frankopan Rokovci-Andrijaševci – NK Zrinski Tordinci 0:5   |
| NK Zrinski Tordinci – NK Jadran Gunja 3:0 NK Vuteks-Sloga Vukovar – HNK Borovo Vukovar 3:1 NK Slavonac Komletinci – NK Borac Retkovci 3:2 NK Tomislav Cerna – NK Frankopan Rokovci-Andrijaševci 2:1 NK HAŠK Sokol Stari Jankovci – NK Bedem Ivankovo 0:0 NK Slavonac Gradište – NK Mladost Privlaka 1:1 NK Zrinski Bošnjaci – NK Mladost Antin 1:1 NK Hajduk Tovarnik – NK Nosteria Nuštar 2:0 | NK Frankopan Rokovci-Andrijaševci – NK Hajduk Tovarnik 1:1 HNK Borovo Vukovar – NK Slavonac Gradište 1:1 NK Mladost Antin – NK Vuteks-Sloga Vukovar 1:2 NK Nosteria Nuštar – NK Zrinski Bošnjaci 6:0 NK Jadran Gunja – NK Tomislav Cerna 2:0 NK Mladost Privlaka – NK HAŠK Sokol Stari Jankovci 4:0 NK Bedem Ivankovo – NK Slavonac Komletinci 3:2 NK Borac Retkovci – NK Zrinski Tordinci 0:1 | NK Vuteks-Sloga Vukovar – NK Nosteria Nuštar 1:0 HNK Borovo Vukovar – NK Mladost Antin 3:3 NK Zrinski Tordinci – NK Bedem Ivankovo 2:0 NK Tomislav Cerna – NK Borac Retkovci 4:0 NK Slavonac Komletinci – NK Mladost Privlaka 0:3 NK Slavonac Gradište – NK HAŠK Sokol Stari Jankovci 4:1 NK Zrinski Bošnjaci – NK Frankopan Rokovci-Andrijaševci 1:1 NK Hajduk Tovarnik – NK Jadran Gunja 4:2  |
| NK Jadran Gunja – NK Zrinski Bošnjaci4:0 NK Nosteria Nuštar – HNK Borovo Vukovar 8:2 NK Frankopan Rokovci-Andrijaševci – NK Vuteks-Sloga Vukovar 1:1 NK Borac Retkovci – NK Hajduk Tovarnik 2:1 NK HAŠK Sokol Stari Jankovci – NK Slavonac Komletinci 6:2 NK Mladost Antin – NK Slavonac Gradište 0:0 NK Mladost Privlaka – NK Zrinski Tordinci 1:0 NK Bedem Ivankovo – NK Tomislav Cerna 5:0  | NK Vuteks-Sloga Vukovar – NK Jadran Gunja 1:2 HNK Borovo Vukovar – NK Frankopan Rokovci-Andrijaševci 3:3 NK Tomislav Cerna – NK Mladost Privlaka 3:2 NK Hajduk Tovarnik – NK Bedem Ivankovo 1:1 NK Zrinski Tordinci – NK HAŠK Sokol Stari Jankovci 5:0 NK Mladost Antin – NK Nosteria Nuštar 3:0 NK Slavonac Gradište – NK Slavonac Komletinci 7:1 NK Zrinski Bošnjaci – NK Borac Retkovci 1:0 | NK Borac Retkovci – NK Vuteks-Sloga Vukovar 0:4 NK Jadran Gunja – HNK Borovo Vukovar 1:1 NK Bedem Ivankovo – NK Zrinski Bošnjaci 3:1 NK Frankopan Rokovci-Andrijaševci – NK Mladost Antin 2:4 NK Slavonac Komletinci – NK Zrinski Tordinci 0:7 NK Nosteria Nuštar – NK Slavonac Gradište 0:0 NK HAŠK Sokol Stari Jankovci – NK Tomislav Cerna 4:1 NK Mladost Privlaka – NK Hajduk Tovarnik 3:1  |
| NK Bedem Ivankovo – NK Vuteks-Sloga Vukovar 1:1 NK Borac Retkovci – HNK Borovo Vukovar 3:0 NK Slavonac Gradište – NK Zrinski Tordinci 1:2 NK Slavonac Komletinci – NK Tomislav Cerna 0:3 NK HAŠK Sokol Stari Jankovci – NK Hajduk Tovarnik 2:0 NK Mladost Privlaka – NK Zrinski Bošnjaci 3:0 NK Jadran Gunja – NK Mladost Antin 0:1 NK Frankopan Rokovci-Andrijaševci – NK Nosteria Nuštar 0:0 | HNK Borovo Vukovar – NK Bedem Ivankovo 0:3 NK Vuteks-Sloga Vukovar – NK Mladost Privlaka 1:0 NK Frankopan Rokovci-Andrijaševci – NK Slavonac Gradište 3:0 NK Nosteria Nuštar – NK Jadran Gunja 1:0 NK Mladost Antin – NK Borac Retkovci 3:2 NK Zrinski Bošnjaci – NK HAŠK Sokol Stari Jankovci 3:0 NK Hajduk Tovarnik – NK Slavonac Komletinci 2:0 NK Tomislav Cerna – NK Zrinski Tordinci 0:0 | NK HAŠK Sokol Stari Jankovci – NK Vuteks-Sloga Vukovar 3:0 NK Mladost Privlaka – HNK Borovo Vukovar 4:0 NK Slavonac Gradište – NK Tomislav Cerna 1:0 NK Zrinski Tordinci – NK Hajduk Tovarnik 3:1 NK Slavonac Komletinci – NK Zrinski Bošnjaci 3:2 NK Bedem Ivankovo – NK Mladost Antin 2:2 NK Borac Retkovci – NK Nosteria Nuštar 2:0 NK Jadran Gunja – NK Frankopan Rokovci-Andrijaševci 0:0  |
| HNK Borovo Vukovar – NK HAŠK Sokol Stari Jankovci 3:2 NK Vuteks-Sloga Vukovar – NK Slavonac Komletinci 2:0 NK Jadran Gunja – NK Slavonac Gradište 4:0 NK Frankopan Rokovci-Andrijaševci – NK Borac Retkovci 1:5 NK Nosteria Nuštar – NK Bedem Ivankovo 2:0 NK Mladost Antin – NK Mladost Privlaka 6:1 NK Zrinski Bošnjaci – NK Zrinski Tordinci 6:1 NK Hajduk Tovarnik – NK Tomislav Cerna 1:0 | NK Zrinski Tordinci – NK Vuteks-Sloga Vukovar 3:2 NK Slavonac Komletinci – HNK Borovo Vukovar 1:4 NK Slavonac Gradište – NK Hajduk Tovarnik 5:1 NK Tomislav Cerna – NK Zrinski Bošnjaci 2:0 NK HAŠK Sokol Stari Jankovci – NK Mladost Antin 0:2 NK Mladost Privlaka – NK Nosteria Nuštar 0:1 NK Bedem Ivankovo – NK Frankopan Rokovci-Andrijaševci 2:0 NK Borac Retkovci – NK Jadran Gunja 2:0 | HNK Borovo Vukovar – NK Zrinski Tordinci 1:2 NK Vuteks-Sloga Vukovar – NK Tomislav Cerna 1:2 NK Borac Retkovci – NK Slavonac Gradište 4:1 NK Jadran Gunja – NK Bedem Ivankovo 4:1 NK Frankopan Rokovci-Andrijaševci – NK Mladost Privlaka 2:1 NK Nosteria Nuštar – NK HAŠK Sokol Stari Jankovci 0:0 NK Mladost Antin – NK Slavonac Komletinci 1:0 NK Zrinski Bošnjaci – NK Hajduk Tovarnik 0:1  |
| NK Hajduk Tovarnik – NK Vuteks-Sloga Vukovar 2:1 NK Tomislav Cerna – HNK Borovo Vukovar 3:0 NK Zrinski Tordinci – NK Mladost Antin 2:0 NK Slavonac Komletinci – NK Nosteria Nuštar 1:2 NK Bedem Ivankovo – NK Borac Retkovci 3:4 NK Slavonac Gradište – NK Zrinski Bošnjaci 2:0 NK Mladost Privlaka – NK Jadran Gunja 4:1 NK HAŠK Sokol Stari Jankovci – NK Frankopan Rokovci-Andrijaševci 2:0 | NK Frankopan Rokovci-Andrijaševci – NK Slavonac Komletinci 3:1 HNK Borovo Vukovar – NK Hajduk Tovarnik 1:0 NK Vuteks-Sloga Vukovar – NK Zrinski Bošnjaci 3:0 NK Jadran Gunja – NK HAŠK Sokol Stari Jankovci 1:2 NK Nosteria Nuštar – NK Zrinski Tordinci 1:1 NK Borac Retkovci – NK Mladost Privlaka 2:1 NK Bedem Ivankovo – NK Slavonac Gradište 2:0 NK Mladost Antin – NK Tomislav Cerna 3:3 | NK Slavonac Gradište – NK Vuteks-Sloga Vukovar 3:1 NK Zrinski Bošnjaci – HNK Borovo Vukovar 3:1 NK Hajduk Tovarnik – NK Mladost Antin 1:0 NK Tomislav Cerna – NK Nosteria Nuštar 3:1 NK Mladost Privlaka – NK Bedem Ivankovo 4:1 NK HAŠK Sokol Stari Jankovci – NK Borac Retkovci 5:0 NK Slavonac Komletinci – NK Jadran Gunja 1:3 NK Zrinski Tordinci – NK Frankopan Rokovci-Andrijaševci 4:1  |
| NK Jadran Gunja – NK Zrinski Tordinci 3:2 HNK Borovo Vukovar – NK Vuteks-Sloga Vukovar 4:2 NK Borac Retkovci – NK Slavonac Komletinci 4:1 NK Frankopan Rokovci-Andrijaševci – NK Tomislav Cerna 2:1 NK Bedem Ivankovo – NK HAŠK Sokol Stari Jankovci 3:1 NK Mladost Privlaka – NK Slavonac Gradište 2:2 NK Mladost Antin – NK Zrinski Bošnjaci 4:3 NK Nosteria Nuštar – NK Hajduk Tovarnik 1:0 | NK Hajduk Tovarnik – NK Frankopan Rokovci-Andrijaševci 3:1 NK Slavonac Gradište – HNK Borovo Vukovar 4:0 NK Vuteks-Sloga Vukovar – NK Mladost Antin 2:2 NK Zrinski Bošnjaci – NK Nosteria Nuštar 3:0 NK Tomislav Cerna – NK Jadran Gunja 3:1 NK HAŠK Sokol Stari Jankovci – NK Mladost Privlaka 2:1 NK Slavonac Komletinci – NK Bedem Ivankovo 3:1 NK Zrinski Tordinci – NK Borac Retkovci 3:4 | NK Nosteria Nuštar – NK Vuteks-Sloga Vukovar 3:1 NK Mladost Antin – HNK Borovo Vukovar 0:0 NK Bedem Ivankovo – NK Zrinski Tordinci 3:3 NK Borac Retkovci – NK Tomislav Cerna 0:2 NK Mladost Privlaka – NK Slavonac Komletinci 6:0 NK HAŠK Sokol Stari Jankovci – NK Slavonac Gradište 3:2 NK Frankopan Rokovci-Andrijaševci – NK Zrinski Bošnjaci 3:0 NK Jadran Gunja – NK Hajduk Tovarnik 5:3  |
| NK Zrinski Bošnjaci – NK Jadran Gunja 0:3 HNK Borovo Vukovar – NK Nosteria Nuštar 4:3 NK Vuteks-Sloga Vukovar – NK Frankopan Rokovci-Andrijaševci 5:1 NK Hajduk Tovarnik – NK Borac Retkovci 3:2 NK Slavonac Komletinci – NK HAŠK Sokol Stari Jankovci 4:3 NK Slavonac Gradište – NK Mladost Antin 2:1 NK Zrinski Tordinci – NK Mladost Privlaka 2:1 NK Tomislav Cerna – NK Bedem Ivankovo 2:4 | NK Jadran Gunja – NK Vuteks-Sloga Vukovar 4:1 NK Frankopan Rokovci-Andrijaševci – HNK Borovo Vukovar 3:5 NK Mladost Privlaka – NK Tomislav Cerna 4:1 NK Bedem Ivankovo – NK Hajduk Tovarnik 2:1 NK HAŠK Sokol Stari Jankovci – NK Zrinski Tordinci 8:4 NK Nosteria Nuštar – NK Mladost Antin 1:0 NK Slavonac Komletinci – NK Slavonac Gradište 1:3 NK Borac Retkovci – NK Zrinski Bošnjaci 4:0 | NK Vuteks-Sloga Vukovar – NK Borac Retkovci 6:7 HNK Borovo Vukovar – NK Jadran Gunja 2:1 NK Zrinski Bošnjaci – NK Bedem Ivankovo 6:2 NK Mladost Antin – NK Frankopan Rokovci-Andrijaševci 4:1 NK Zrinski Tordinci – NK Slavonac Komletinci 9:0 NK Slavonac Gradište – NK Nosteria Nuštar 3:1 NK Tomislav Cerna – NK HAŠK Sokol Stari Jankovci 4:2 NK Hajduk Tovarnik – NK Mladost Privlaka 3:2  |